# Chirens
Chirens [ʃiʁɛ̃s] est une commune française située dans le département de l'Isère en région Auvergne-Rhône-Alpes.
L'actuelle commune est située historiquement sur le territoire de l'ancienne province du Dauphiné.
Elle héberge deux monuments classés au titre des monuments historiques : le donjon du château de Clermont et les bâtiments de l'ancien prieuré de Chirens. Ce dernier accueille depuis 1964 des concerts de musique classique - dans le cadre d'un festival- ainsi que des expositions temporaires.
Ses habitants sont appelés les Chirennois,.

## Géographie

### Localisation
Chirens est située dans la région Auvergne-Rhône-Alpes, au centre du  département de l'Isère. La commune est membre de la communauté d'agglomération du Pays voironnais qui regroupe trente-quatre communes.
La commune se trouve à 5,7 km au nord-ouest de Voiron, à 28,6 km au nord-ouest de la ville préfecture, Grenoble, 
à 68,1 km au sud-est de la capitale régionale, Lyon, et à 453,3 km au sud-est de la capitale, Paris.

### Communes limitrophes
| Charavines                    | Bilieu     | Massieu                   |
| Charavines                    | Chirens    | Saint-Nicolas-de-Macherin |
| Apprieu, Saint-Blaise-du-Buis | La Murette | Voiron                    |

### Relief et géologie
Le bourg central de Chirens occupe une zone alluviale plate entouré de collines sur ses côtés, à l'exception du sud-est et au nord-est où les collines sont percées de deux larges trouées. Il s'agit d'une part de la vallée du Rousset et d'autre part, l'extrémité sud du val de l'Ainan, l'une et l'autre empruntées par la N.75. Il s'agit de deux vallées mortes car, en dépit de leur largeur, elles sont pratiquement dépourvues de cours d'eau. Il s'agit, en fait, d'une vallée glaciaire qui fut longtemps un lac avant d'être comblé au fur et à mesure du temps.

#### Sites géologiques remarquables
La tourbière de Chirens :
Cette tourbière située dans la zone marécageuse du Val d'Ainan, est un site géologique remarquable de 98,8 hectares sur les communes de Chirens et Massieu. En 2014, ce site d'intérêt sédimentologique est classé « trois étoiles » à l'« Inventaire du patrimoine géologique ».

### Climat
Pour des articles plus généraux, voir Climat d'Auvergne-Rhône-Alpes et Climat de l'Isère.
En 2010, le climat de la commune est de type climat des marges montargnardes, selon une étude du Centre national de la recherche scientifique s'appuyant sur une série de données couvrant la période 1971-2000. En 2020, Météo-France publie une typologie des climats de la France métropolitaine dans laquelle la commune est exposée à un climat de montagne ou de marges de montagne et est dans la région climatique  Alpes du nord, caractérisée par une pluviométrie annuelle de 1 200 à 1 500 mm, irrégulièrement répartie en été.
Pour la période 1971-2000, la température annuelle moyenne est de 10,1 °C, avec une amplitude thermique annuelle de 17,5 °C. Le cumul annuel moyen de précipitations est de 1 372 mm, avec 10,9 jours de précipitations en janvier et 7,4 jours en juillet. Pour la période 1991-2020, la température moyenne annuelle observée sur la station météorologique de Météo-France la plus proche, « Coublevie », sur la commune de Coublevie à 8 km à vol d'oiseau, est de 13,0 °C et le cumul annuel moyen de précipitations est de 1 121,0 mm,. Pour l'avenir, les paramètres climatiques de la commune estimés pour 2050 selon différents scénarios d'émission de gaz à effet de serre sont consultables sur un site dédié publié par Météo-France en novembre 2022.

## Urbanisme

### Typologie
Au 1er janvier 2024, Chirens est catégorisée bourg rural, selon la nouvelle grille communale de densité à sept niveaux définie par l'Insee en 2022.
Elle appartient à l'unité urbaine de Voiron, une agglomération intra-départementale regroupant 15  communes, dont elle est une commune de la banlieue,,. Par ailleurs la commune fait partie de l'aire d'attraction de Grenoble, dont elle est une commune de la couronne,. Cette aire, qui regroupe 204 communes, est catégorisée dans les aires de 700 000 habitants ou plus (hors Paris),.

### Occupation des sols
L'occupation des sols de la commune, telle qu'elle ressort de la base de données européenne d’occupation biophysique des sols Corine Land Cover (CLC), est marquée par l'importance des forêts et milieux semi-naturels (47,9 % en 2018), une proportion sensiblement équivalente à celle de 1990 (47,3 %). La répartition détaillée en 2018 est la suivante : 
forêts (47,9 %), prairies (21,5 %), zones agricoles hétérogènes (15,1 %), zones urbanisées (5,9 %), terres arables (5,8 %), zones humides intérieures (3,8 %). L'évolution de l’occupation des sols de la commune et de ses infrastructures peut être observée sur les différentes représentations cartographiques du territoire : la carte de Cassini (XVIIIe siècle), la carte d'état-major (1820-1866) et les cartes ou photos aériennes de l'IGN pour la période actuelle (1950 à aujourd'hui).

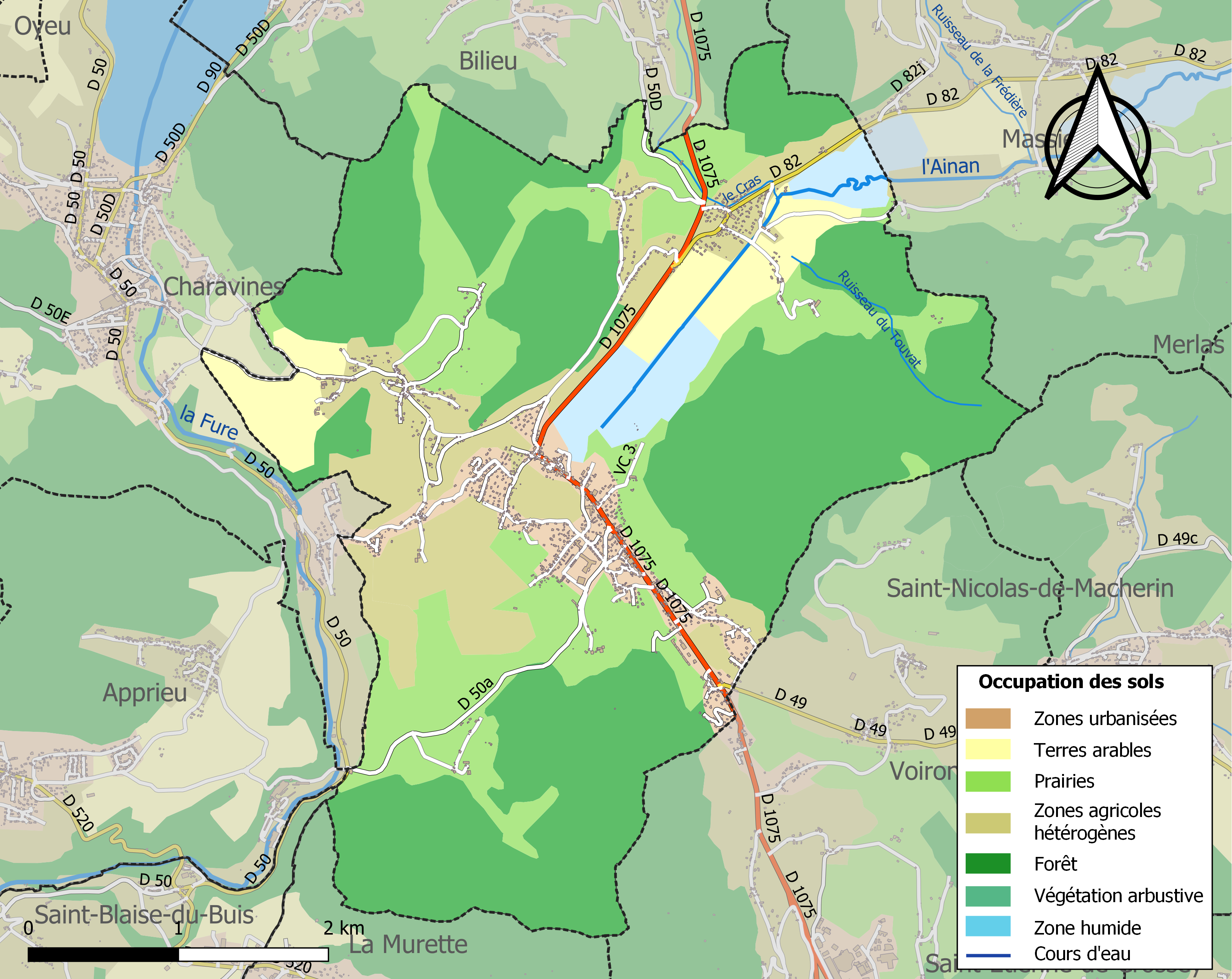
Carte des infrastructures et de l'occupation des sols de la commune en 2018 (CLC).
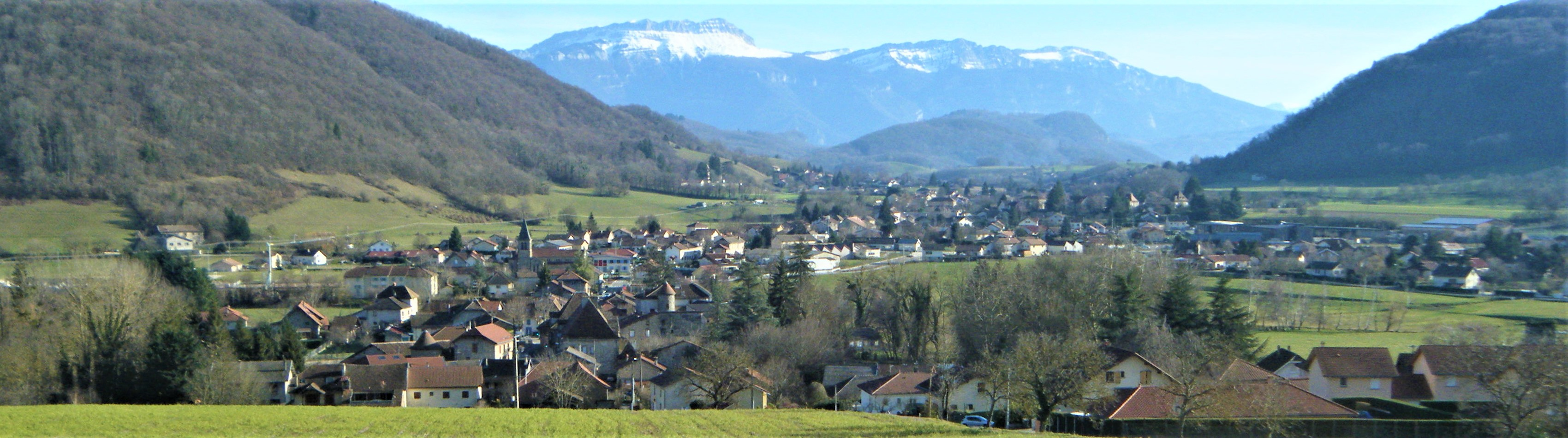
Chirens en janvier 2020.

### Risques naturels

#### Risques sismiques
La totalité du territoire de la commune de Chirens est située en zone de sismicité n°3 (sur une échelle de 1 à 5), en limite de la zone n°4 qui correspond à la partie méridionale du Voironais et l'est du département de l'Isère.
| Type de zone | Niveau            | Définitions (bâtiment à risque normal) |
| ------------ | ----------------- | -------------------------------------- |
| Zone 3       | Sismicité modérée | accélération = 1,1 m/s2                |

## Toponymie
Dans les documents médiévaux, Chirens est mentionnée sous les formes suivantes  villa de Chyrens (XIVe siècle), Chiroen (XVe siècle), d'après le site henrysuter.ch ou encore Chiroyen (XIVe siècle).
Selon André Planck, auteur de L'origine du nom des communes du département de l'Isère (2006), le nom de Chirens pourrait dériver du nom d'un domaine ayant appartenu à un certain Chirochus. Le site henrysuter.chavance un toponyme provenant d'un « nom d'origine burgonde qui dériverait d'un primitif *Caringos, « chez les Caringi » ».
Selon Jean Filleau, auteur d'un Dictionnaire toponymique des communes de l'Isère qui fait référence à Albert Dauzat, le nom de Chirens pourrait provenir là aussi du terme CarIngos ou Carencus avec un suffixe germanique, mais il cite également Charles du Fresne du Cange pour qui le nom de la commune proviendrait du terme chiron signifiant : « amas de pierres dans les champs défrichés ».

## Histoire

### Antiquité

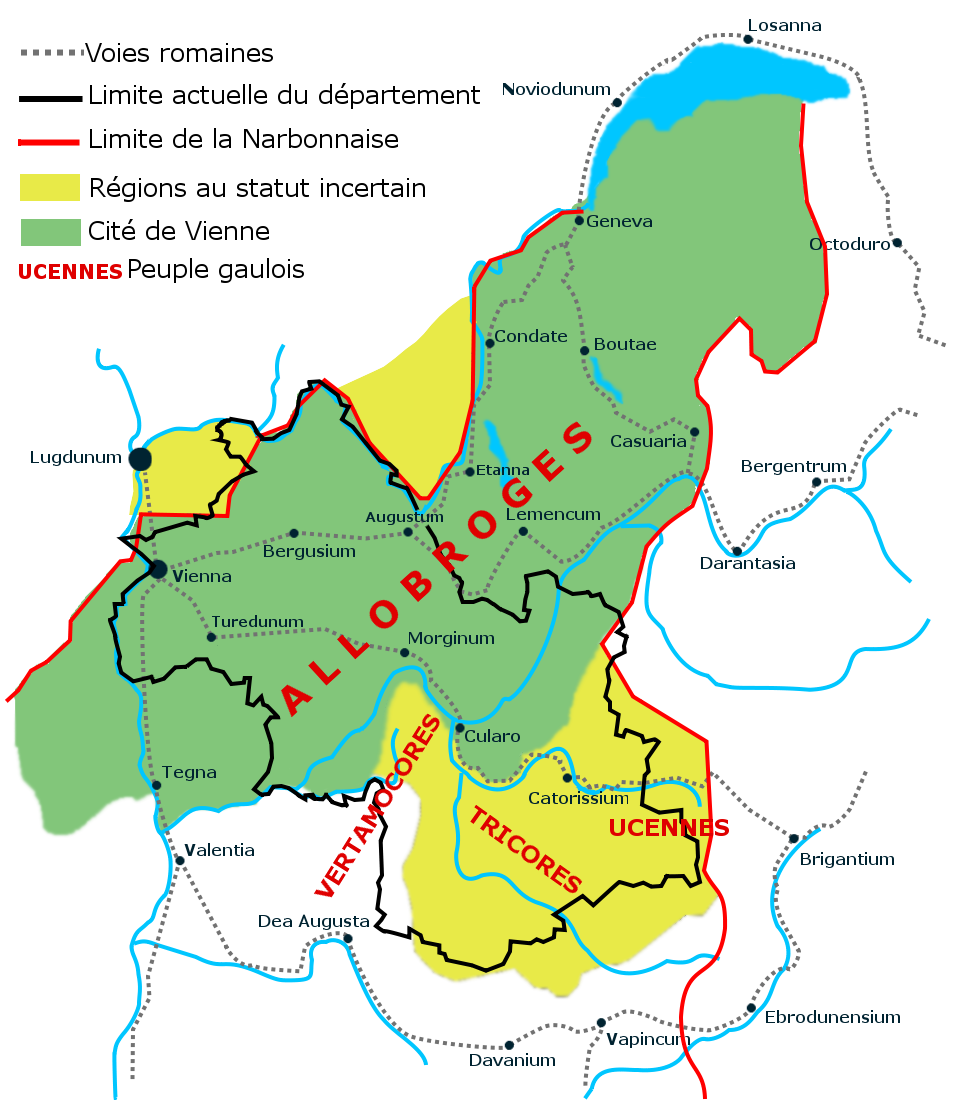
Carte de l'Allobrogie.

Au début de l'Antiquité, le territoire des Allobroges s'étendait sur la plus grande partie des pays qui seront nommés plus tard la Sapaudia (ce « pays des sapins » deviendra la Savoie) et au nord de l'Isère.
Les Allobroges, comme bien d'autres peuples gaulois, sont une « confédération ». En fait, les Romains donnèrent, par commodité le nom d'Allobroges à l'ensemble des peuples gaulois vivant dans la civitate (cité) de Vienne, à l'ouest et au sud de la Sapaudia.

### Moyen Âge
Villa Nova Di Chiroyen est citée en 1330. C'est une ville neuve créée par les seigneurs de Clermont pour développer l'activité économique, avec un régime fiscal allégé.

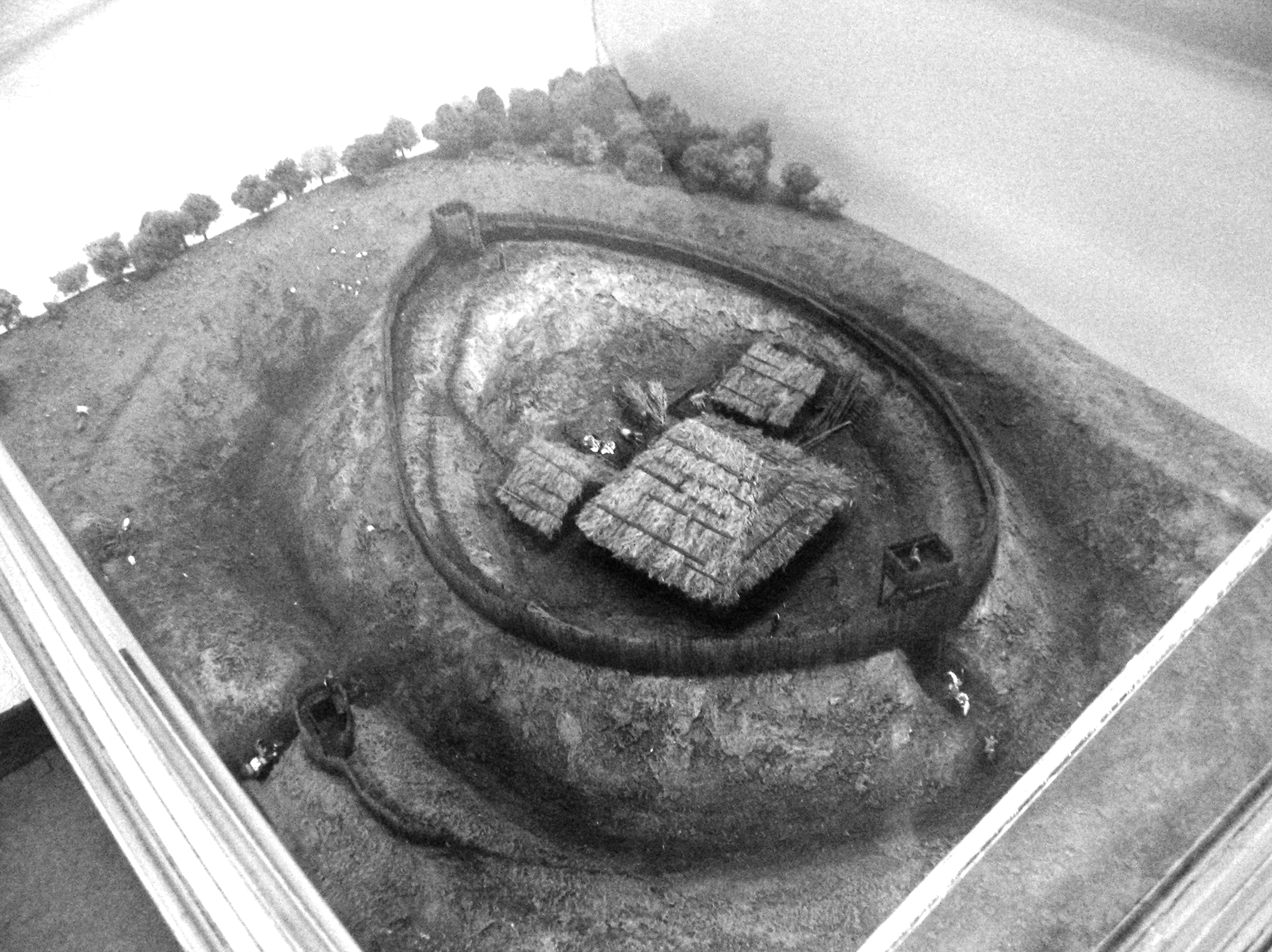
La motte castrale de Chirens. Maquette conservée au musée archéologique du lac de Paladru.

Les premiers documents sur Chirens datent du début du XIIe siècle.
Dans ce Moyen Âge où les pouvoirs se construisent, la famille de Clermont va prendre l’ascendant sur les autres familles  nobles de la région.  Les seigneurs de Clermont, liés à l’archevêché de Vienne absorbent progressivement les « mandements » voisins. Promus barons, ducs et pairs de France, devenus Clermont-Tonnerre, ils constitueront l’une des 
grandes familles de la noblesse française.
Avant de quitter leur château éponyme, ils structureront durablement la vie sociale, économique et la défense du village.

### Époque contemporaine
Dans les années qui suivirent la Révolution, dans le cadre des lois de restructuration des communes, on regroupa  Chirens (le Bourg et le Gayet) et Clermont, jusque-là communautés autonomes.
Brièvement chef-lieu de canton, Chirens fut rattaché au canton de Saint-Geoire en Valdaine, puis à celui de Voiron.
Bien que dotée d’un nombre relativement important d’artisans, la commune resta en marge de l’essor industriel du XIXe siècle dont bénéficièrent les vallées voisines de la Fure et de Morge, handicapée par un mauvais réseau de communication et, surtout, le manque d’énergie hydraulique.
Seuls des métiers à bras (tissages) et des ateliers de poterie, briqueterie et tuilerie se développèrent. Pendant quelques années, le village fut même nommé Chirens les Pots.
Au cours du XXe siècle, toutes ces activités déclinèrent progressivement, au point de disparaître pour la plupart, et l’exode rural fit chuter la population de façon sensible.
Depuis 1980, environ, la population augmente à nouveau, régulièrement.
Après avoir été peuplé, entre autres, par des populations indo-européennes du Nord, comme du Sud, par les Allobroges (Celtes-Gaulois), les Romains, les Burgondes, les Francs, Chirens doit désormais son développement à un peuple venu d’un peu partout, les rurbains.
L'explication la plus probable est : chi = étroit, resserré et ren = cours d'eau soit « eau coulant en un lieu resserré ». Le village est effectivement construit au bord de l'Ainan, entre deux zones marécageuses.

## Politique et administration

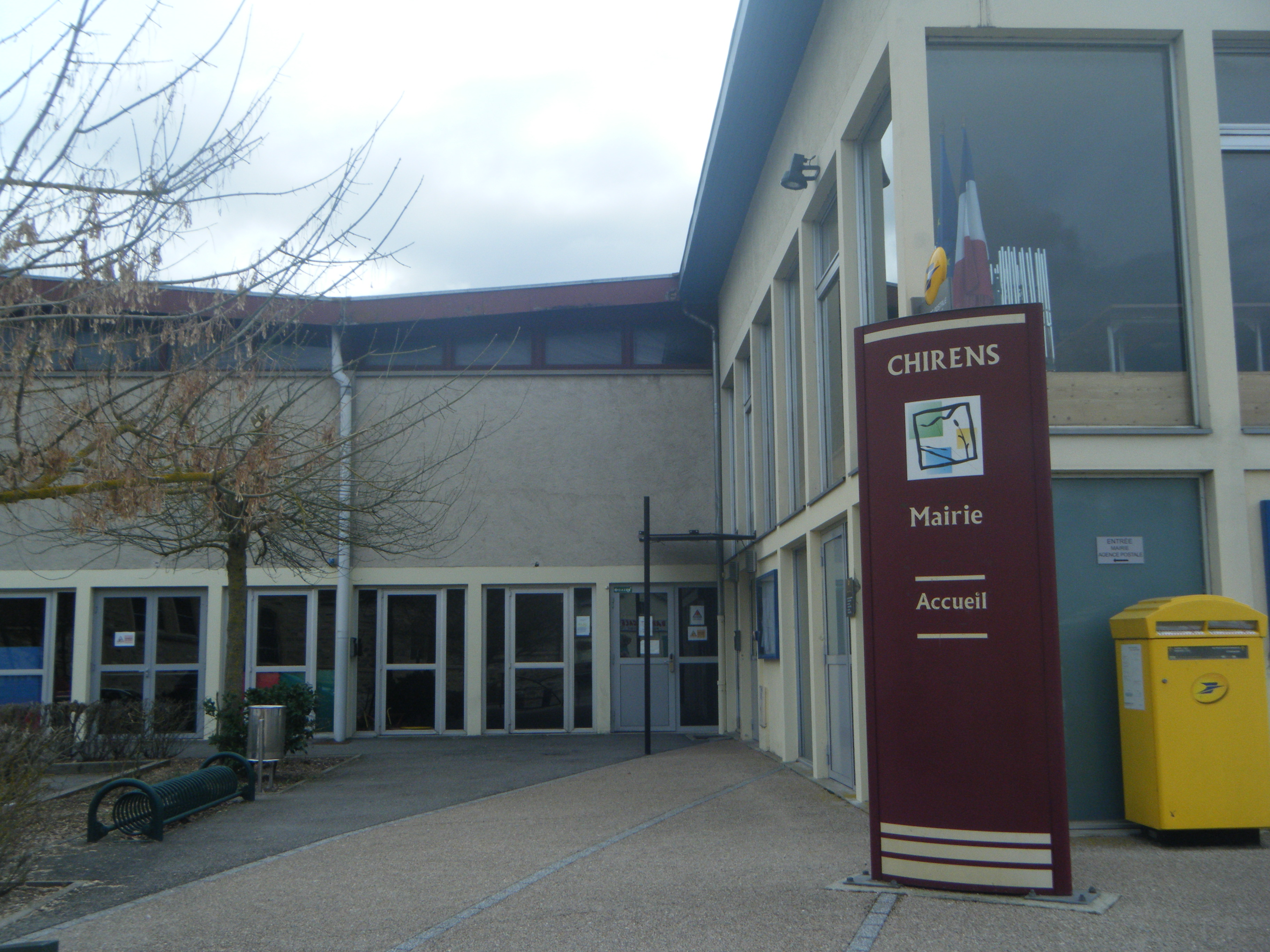
Mairie de Chirens

### Administration municipale
Le nombre d'habitants de la commune étant compris entre 1 500 et 2 499, le nombre de membres du conseil municipal est de 19.
La commune est rattachée administrativement à l’arrondissement de Grenoble et politiquement au canton du Grand Lemps représenté par les conseillers départementaux Isabelle Mugnier et Cyrille Madinier et à la neuvième circonscription de l'Isère représentée par la députée Sandrine Nosbé (Nupes).

### Liste des maires
| Période                                  | Période   | Identité              | Étiquette | Qualité       |
| ---------------------------------------- | --------- | --------------------- | --------- | ------------- |
| 1944                                     | 1971      | Joseph Rossat         |           |               |
| 1971                                     | mars 1983 | Maurice Rival         |           |               |
| mars 1983                                | mars 1989 | Gonthier Klein        |           |               |
| mars 1989                                | mars 2001 | Daniel Collet-Billion |           |               |
| mars 2001                                | 2004      | Pierre Girerd         |           |               |
| 2004                                     | mars 2008 | Christine Guttin      | SE        | Fonctionnaire |
| mars 2008                                | mars 2014 | Gilbert Dos Santos    | SE        |               |
| mars 2014                                | En cours  | Christine Guttin      | SE        | Fonctionnaire |
| Les données manquantes sont à compléter. |           |                       |           |               |

## Population et société

### Démographie
L'évolution du nombre d'habitants est connue à travers les recensements de la population effectués dans la commune depuis 1793. Pour les communes de moins de 10 000 habitants, une enquête de recensement portant sur toute la population est réalisée tous les cinq ans, les populations de référence des années intermédiaires étant quant à elles estimées par interpolation ou extrapolation. Pour la commune, le premier recensement exhaustif entrant dans le cadre du nouveau dispositif a été réalisé en 2006.

En 2022, la commune comptait 2 510 habitants, en évolution de +7,63 % par rapport à 2016 (Isère : +3,07 %, France hors Mayotte : +2,11 %).
| 1793  | 1800  | 1806  | 1821  | 1831  | 1836  | 1841  | 1846  | 1851  |
| ----- | ----- | ----- | ----- | ----- | ----- | ----- | ----- | ----- |
| 1 510 | 1 653 | 2 018 | 1 939 | 2 009 | 2 031 | 2 022 | 1 939 | 1 826 |

| 1856  | 1861  | 1866  | 1872  | 1876  | 1881  | 1886  | 1891  | 1896  |
| ----- | ----- | ----- | ----- | ----- | ----- | ----- | ----- | ----- |
| 1 740 | 1 711 | 1 677 | 1 665 | 1 629 | 1 550 | 1 334 | 1 205 | 1 130 |

| 1901  | 1906  | 1911  | 1921 | 1926 | 1931 | 1936 | 1946 | 1954 |
| ----- | ----- | ----- | ---- | ---- | ---- | ---- | ---- | ---- |
| 1 085 | 1 106 | 1 078 | 978  | 978  | 889  | 845  | 823  | 805  |

| 1962 | 1968 | 1975  | 1982  | 1990  | 1999  | 2006  | 2011  | 2016  |
| ---- | ---- | ----- | ----- | ----- | ----- | ----- | ----- | ----- |
| 801  | 764  | 1 002 | 1 463 | 1 806 | 1 889 | 1 946 | 2 304 | 2 332 |

| 2021  | 2022  | - | - | - | - | - | - | - |
| ----- | ----- | - | - | - | - | - | - | - |
| 2 469 | 2 510 | - | - | - | - | - | - | - |

### Enseignement
Rattachée à l'académie de Grenoble, la commune compte une école maternelle (91 élèves), une école primaire (180 élèves) et le collège des Collines (700 élèves).

### Manifestations culturelles et festivités
La commune dispose d'une médiathèque « tête de Réseau » (MTR).

#### Expositions
La maison de la céramique.
L’essor des poteries de Chirens date des XVIIIe et XIXe siècles. Plusieurs familles ont connu des fortunes diverses. Marin, Prieur Bardin, Martel, Guillermas, Reynaud-Dulaurier, potiers mentionnés dès 1846 et Pêcheur fabricants de la vaisselle des Chartreux. L’exposition présente cette année[Quand ?] des œuvres de l’atelier Pêcheur avec une importante collection des poteries des Chartreux. L'exposition permanente est dédiée la Règle de Saint Benoît et les origines du monachisme chrétien s'est enrichie par une présentation d'enluminures.

### Médias
La commune est située sur l'aire de diffusion de radio Ici Isère, une radio publique qui émet sur tout le territoire du département de l'Isère.

## Culture locale et patrimoine

### Patrimoine architectural

#### Château de Clermont

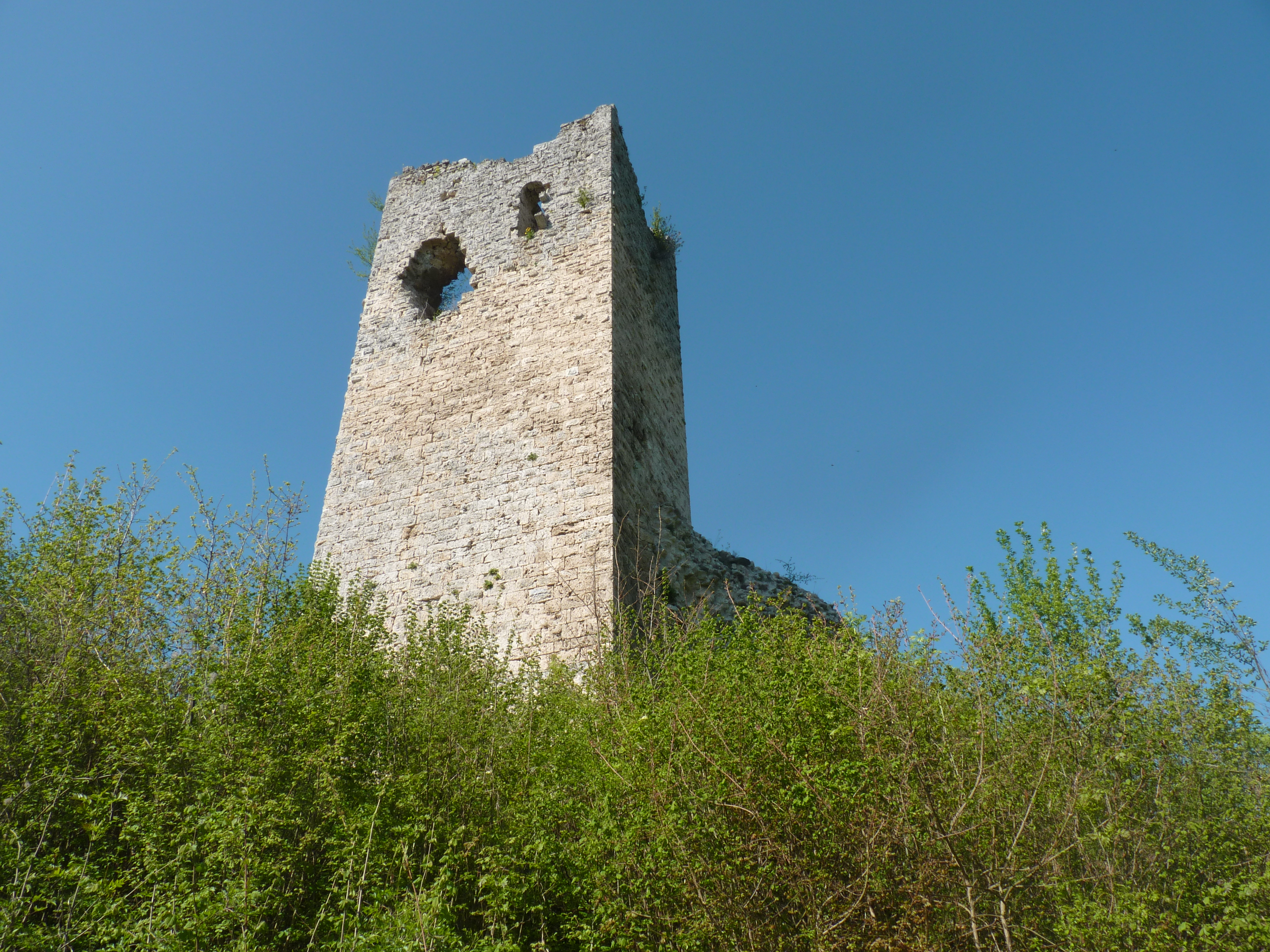
Le château de Clermont.

La communauté (paroisse) de Chirens appartenait au XIIe siècle à la famille de Clermont. Cette famille y édifia, sur la colline de Clermont qui surplombe la vallée de Chirens et sur la vallée de la Fure (Charavines), un château fort. Le château de Clermont était pourvu d'une triple enceinte et avait un donjon pentagonal irrégulier. Il semble que le château ait été abandonné au début du XVIe siècle et démantelé en 1626 par ordre royal inspiré par Richelieu, comme les autres châteaux qui ne servaient plus à défendre la France. Seul le donjon, qui appartient toujours aux Clermont-Tonnerre subsiste aujourd'hui et il a la particularité peu courante d'être pentagonal. Selon une légende sans fondement, le château de Montclair (Voiron), situé en face, serait relié à Clermont par un souterrain.
Les ruines de la tour et les vestiges subsistants de l'ancien château et de ses deux enceintes font l’objet d’un classement au titre des monuments historiques par arrêté du 18 octobre 1983.

#### Prieuré Notre-Dame-du-Gayet de Chirens

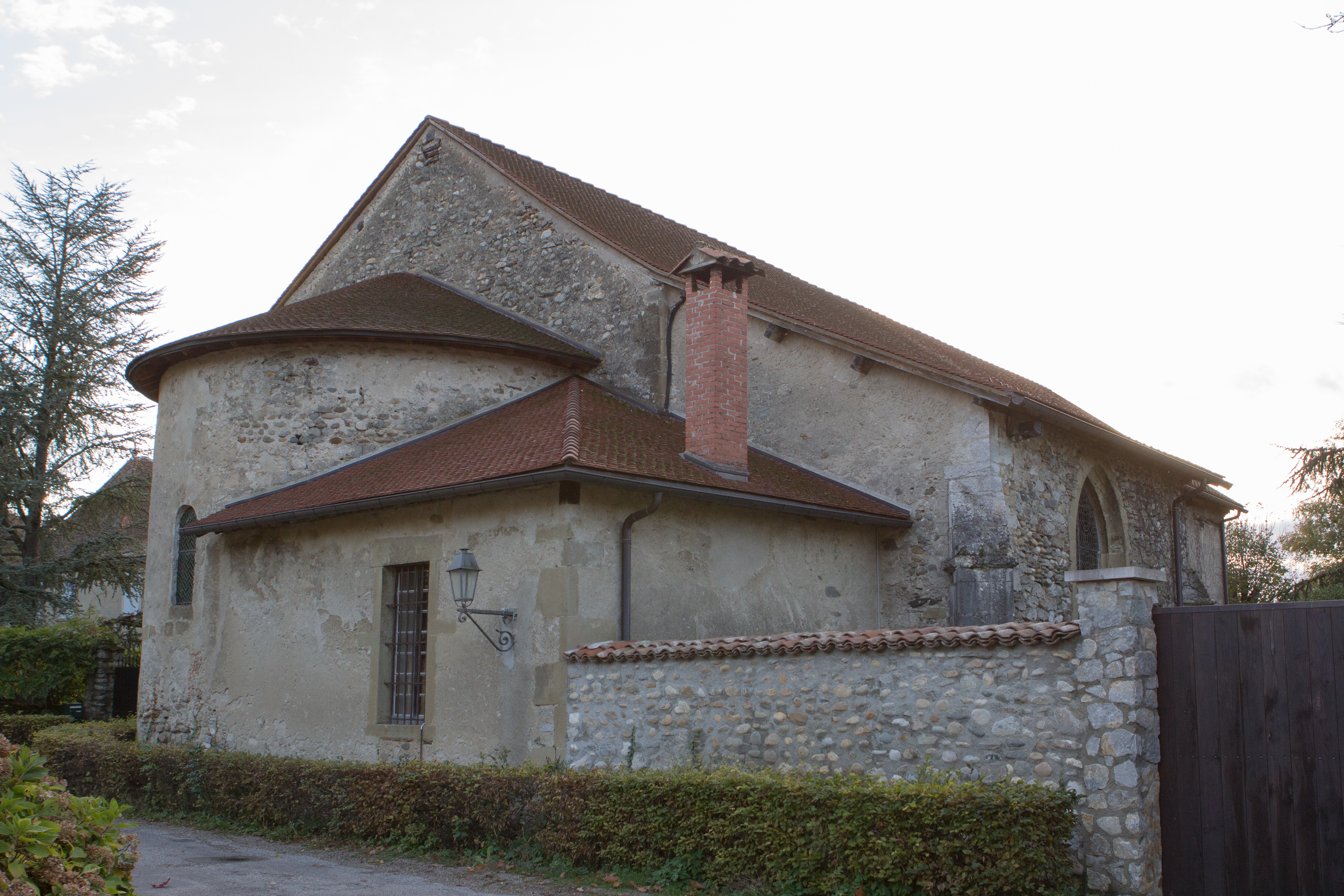
Le prieuré de Chirens

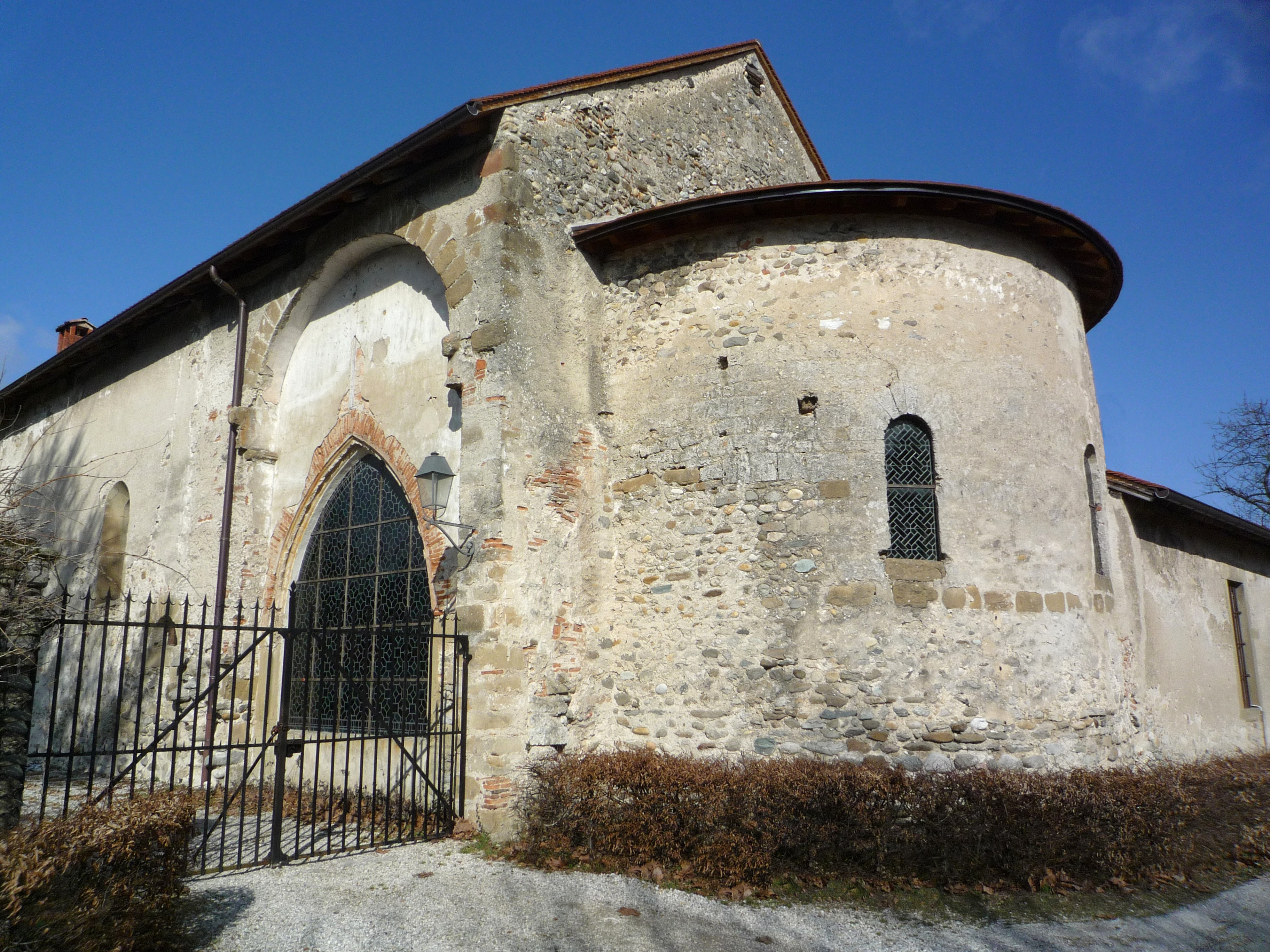
Le Prieuré de Chirens

Le prieuré de Chirens est fondé au XIe siècle probablement par les seigneurs de Clermont près de leur château et appartenait à l'ordre des Bénédictins de Saint-Pierre de Vienne.
L'histoire du prieuré de Chirens est liée au monastère de Saint-Theudère. Celui-ci, bâti par saint Theudère au VIe siècle, n’est que ruines vers la fin du IXe siècle. À la même époque, la Champagne est dévastée par les barbares normands ; les moines de Montier-en-Der en Haute-Marne, fuyant leur monastère détruit, le pillage et les massacres, se sont réfugiés à Vienne. Arrivés dans cette ville, l’abbé Aldaric qui les conduit, se rend auprès de l’archevêque Barnoin pour lui demander assistance. Il est convenu entre eux qu’ils s’installeraient dans le monastère délabré et abandonné qui a abrité les disciples de saint Theudère, autorisant les nouveaux religieux à mener une vie cénobitique en suivant la règle de saint Benoît. Les moines de Montier-en-Der installés dans les ruines vont trouver les ressources exigées pour la réparation des bâtiments mais aussi construire au XIe siècle, quatre-vingt églises et prieurés dans le Viennois, dont le prieuré de Chirens.
Après la Révolution, le prieuré est affecté à la commune de Chirens. L’église est fermée puis rouverte au moment du Concordat, elle devient église paroissiale jusqu’à la construction de la nouvelle église de Chirens en 1889. En 1893, le prieuré est acheté par une famille chirennoise et prêté à la paroisse qui l’utilise comme salle de patronage.
En 1962, le prieuré de Chirens est acquis par Roger Lorin, artiste peintre et professeur de dessin d’art au lycée technique d’État de Voiron. Il est à l’origine de l’opération de sauvetage du monument, à laquelle il a fait participer ses élèves. Cette entreprise de grande envergure devint l’essence même de sa vie.
Un arrêté du 26 mars 1973 du ministère des Affaires culturelles classe parmi les monuments historiques la totalité de l’église de l’ancien prieuré bénédictin ainsi que les peintures murales du XVIIe siècle et les inscriptions gravées. Roger Lorin donna à ce monument une vie différente axée sur la peinture et la musique mais qui n’en est pas moins une forme de vie spirituelle à laquelle la présence de ces pierres presque millénaires donne un sens particulier.
Presque toutes les églises bénédictines de haute époque avaient à l’origine trois absides, à l’image de l’abbatiale de Cluny II.. Chirens ne déroge pas à cette règle. Les absides romanes du Voironnais n’ont pas été conservées, celle de Chirens est l’exception.
Semi-elliptique, l'abside s’ouvre sur la nef par un grand arc triomphal en plein cintre reposant sur deux piliers ornés de chapiteaux romans. Les bases de ces colonnes sont carrées et forment les angles d’une banquette semi-circulaire sur laquelle s’élèvent quatre colonnes moins imposantes que les deux premières, qui rythment le chœur.
Les fresques du peintre François Chambon (1641-1720) peuvent être datées de la fin du XVIIe siècle selon un prix-fait du 23 août 1686 devant maître François Philippes, notaire à Chirens. Elles ont été réalisées au XVIIe siècle par le peintre dauphinois François Chambon.
Treize personnages sont représentés. Tous, sauf saint Augustin, sont placés sur deux registres superposés. Saint Augustin est peint, quant à lui, sur le registre du prédicant en chaire.
Les groupes de personnages correspondant aux différentes chapelles ou fondations de l’église sont séparés par des éléments architecturaux comme des voûtes surbaissées ou par des frises végétales. À l’intérieur de ces cadres, le saint auquel la chapelle est dédiée regarde toujours l’assistance, tandis que lui-même est regardé par le saint patron du dédicant, peint à côté ou en dessus.
L'église du prieuré, avec ses peintures murales et ses inscriptions gravées, fait l'objet d'un classement au titre des monuments historiques par arrêté du 26 mars 1973.

#### Églisede Chirens

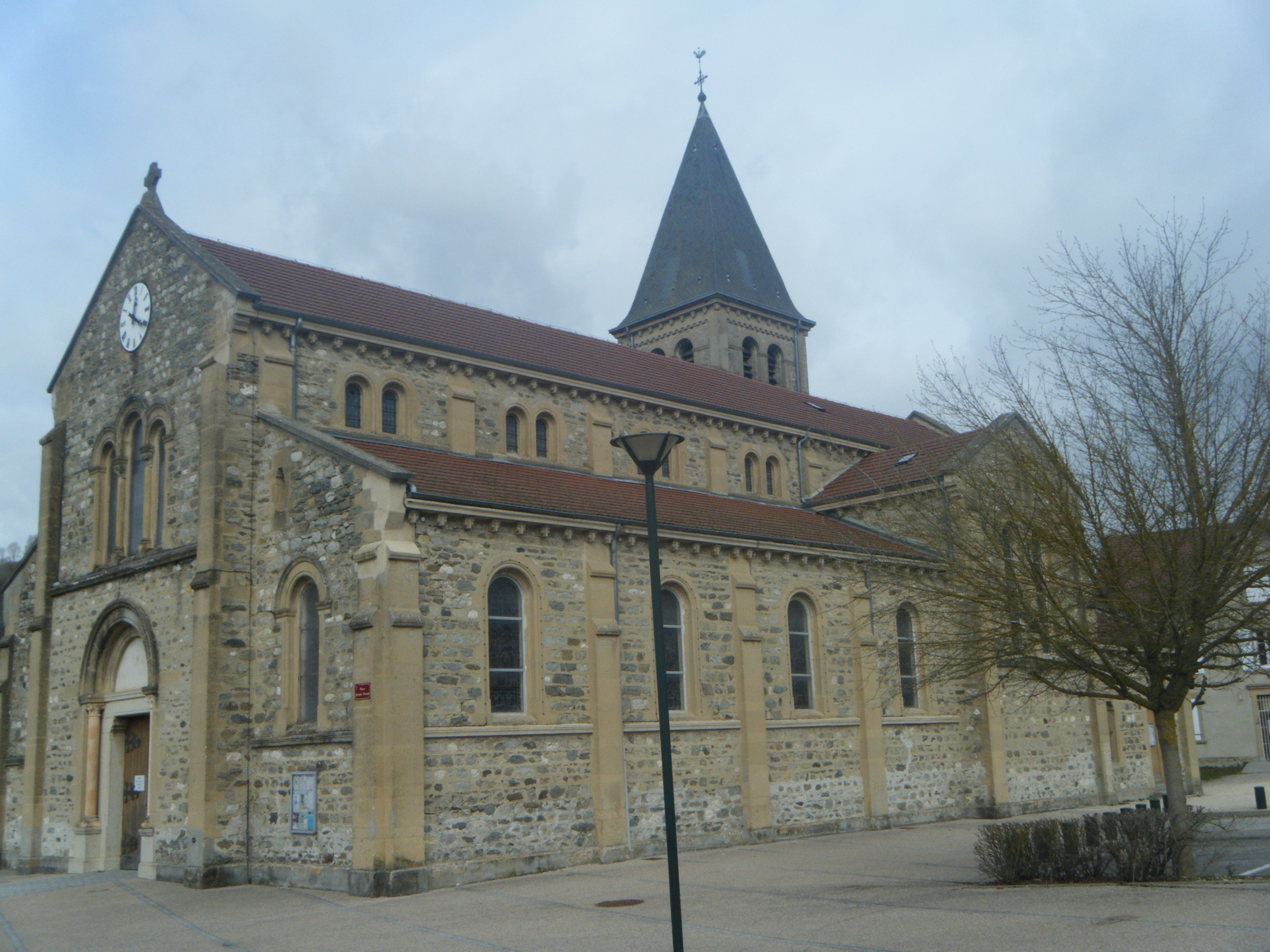
Église de Chirens

La construction de l'église Notre-Dame de Chirens a pour origine un conflit qui opposa les habitants de Chirens à la fin du XIXe siècle. Les habitants du nord de la commune souhaitaient disposer d'un autre lieu de culte que le prieuré car celui-ci leur était trop éloigné. Une scission se forme alors entre les paroissiens du nord et ceux du sud de la paroisse. Des incidents se produisent dans la commune et le prieuré est alors fermé. Finalement, le préfet et l'évêque de Grenoble ont arrangé[évasif] la situation en construisant une nouvelle église, plus centrale. Son édification s'est achevée en 1889 et en 1955, la commune électrifie les sonneries des cloches et fait poser une pendule électrique[réf. nécessaire].

#### Motte castrale du Châtelard
Au lieu-dit le Châtelar, les vestiges datant du XIe siècle de la motte castrale du Châtelard font l'objet d'une inscription au titre des monuments historiques par arrêté du 30 juin 2004,. La motte castrale située à 735 m d'altitude, a ses pentes stabilisées par un glacis de gros galets, à cause de la raideur du tertre. Ordinairement les flancs étaient planté d'épineux.

#### Autres bâtiments
- Le bourg et le hameau de Gayet conservent plusieurs demeures des XVIIe et XVIIIe siècles, comme la tour de la Poste, qui jadis faisait partie des remparts, et la maison de Jean-Baptiste de Reynaud, du XVIIIe siècle[43].
- motte castrale de la Poype, du XIe siècle[43]
- motte castrale de la Louvatière, du XIe siècle[43]
- granier fortifié de la Garangère, du XIVe siècle[43]
- maison forte de Cernille, du XIVe siècle[43]
- maison forte de Beaudiné, du XVIe siècle[43]
- maison forte de Franconnière, du XVIe siècle[43]
- maison forte de l'Arsenal, du XVIIe siècle[43]
- la tour carrée dite le Colombier[43]

### Patrimoine naturel
Les marais de Chirens
À la sortie du village en direction de l'Arsenal, la RD 1075 longe les marais de Chirens issus de cette période glaciaire. Ce site a été inventorié dans le site Natura 2000 « Val d'Ainan » en tant que « Marais alcalins de l'Ainan et Bavonne ». Il abrite une flore et une faune particulièrement importantes. On y trouve en effet des espèces protégées au niveau national tant végétales (Spiranthe d’été, la Laîche des Limons ou la Cirse de Montpellier) qu'animales (Loriot d’Europe par exemple) et également une espèce de triton vivant uniquement dans ce marais de Chirens. Des lynx ont été vus dans les environs ainsi que des loups. Le marais originel est aussi exploité sous forme de prairies ou de forêts marécageuses.
Il s'agit en outre d'un espace naturel sensible.

### Patrimoine et tradition orales

#### Langue régionale

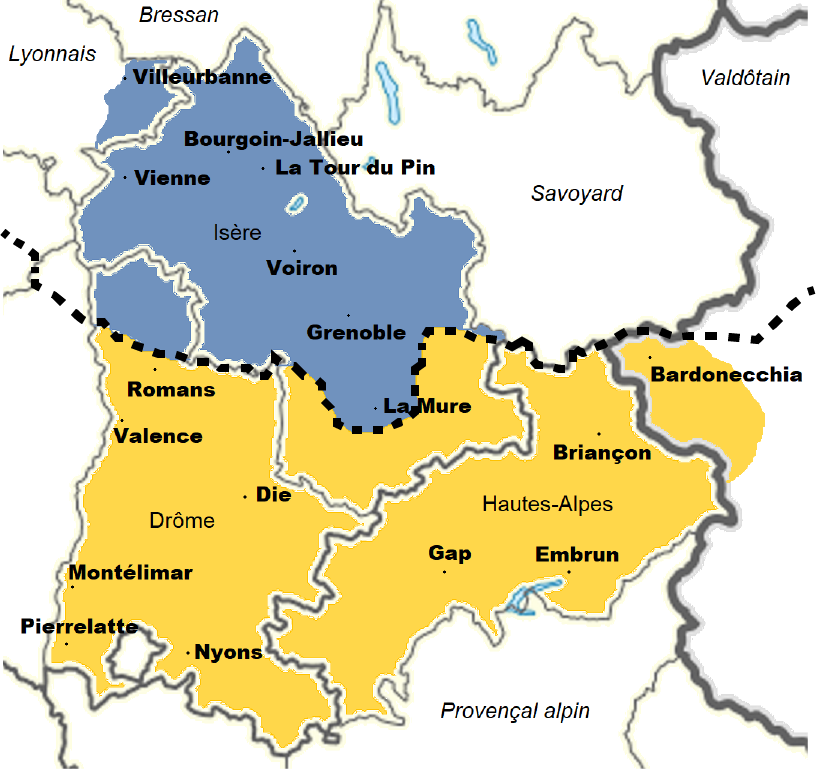
Carte linguistique du Dauphiné : Le dauphinois est un dialecte arpitan parlé dans le nord du Dauphiné.

Historiquement, sur le plan linguistique, le territoire de Chirens, ainsi que l'ensemble du pays voironnais, se situe au nord-ouest de l'agglomération grenobloise et donc dans la partie centrale du domaine linguistique des patois dauphinois, laquelle appartient au domaine de la langues dite francoprovençal ou arpitan au même titre que les parlers savoyards, vaudois, Valdôtains, bressans et foréziens.
L'idée du terme, « francoprovençal », attribué à cette langue régionale parlée dans la partie centre-est de la France, différente du français, dit langue d'oil et de l'occitan, dit langue d'oc est l'œuvre du linguiste et patriote italien Graziadio Isaia Ascoli en 1873 qui en a identifié les caractéristiques, notamment dans le Grésivaudan, les pays alpins et la vallée de l'Isère, depuis sa source jusqu'à sa confluence avec le Rhône. .

### Personnalités liées à la commune
- Sibaud Ier de Clermont, premier seigneur connu de la maison de Clermont-Tonnerre
- Maurice Rival, ancien maire (1971-1983) et député de l'Isère

### Héraldique
|  | Chirens possède des armoiries dont l'origine et le blasonnement exact ne sont pas disponibles. |